# Cassie Chan
Cassie Chan is een personage uit de televisieserie Power Rangers. Ze werd gespeeld door de Koreaans-Amerikaanse actrice Patricia Ja Lee. Cassie was een vast personage durende de tweede helft van de serie Power Rangers: Turbo en de gehele serie Power Rangers in Space. Daarnaast had ze een gastoptreden in Power Rangers: Lost Galaxy.

## Biografie

### InPower Rangers: Turbo
Cassie was een amateur zanger die voor het eerst naar de stad Angel Grove kwam gedurende de Power Rangers: Turbo aflevering Passing the Torch. Ze was op weg naar Stone Canyon omdat ze daar familie had wonen die haar wilde helpen het te maken in de muziekwereld. In de bus ontmoette ze tevens voor het eerst T.J.. Toen de bus een tussenstop maakte waren de twee getuige hoe Tommy Oliver en Katherine Hillard werden aangevallen door Piranhatrons, en schoten te hulp. Vanwege haar moedige optreden koos Katherine Cassie uit als haar opvolger, en werd ze de nieuwe Roze Turbo Ranger.
Hoewel Cassie vaak sarcastisch overkwam, was ze in werkelijkheid een zorgzaam persoon die het moeilijk vond haar ware gevoelens te uiten. Ze gaf altijd iedereen een kans zich te bewijzen, en had een hoop vertrouwen in mensen. Ze kreeg een oogje op de mysterieuze Phantom Ranger, die nooit geïdentificeerd werd.
Toen de Power Chamber werd vernietigd door Divatox en haar helpers, en de rangers bericht ontvingen dat Zordon was gevangen, besloten ze Divatox achterna te gaan de ruimte in.

### InPower Rangers in Space
Op hun reis ontmoetten Cassie en de anderen Andros, de Rode Space Ranger, die hen nieuwe krachten gaf. Cassie werd zo de Roze Space Ranger.
Als Space Ranger bestuurde Cassie de Mega V5 Zord. Ze nam ook deel aan het laatste gevecht tegen de United Alliance of Evil.

### InPower Rangers: Lost Galaxy
Cassie en de andere Space Rangers keerden terug in de serie Power Rangers: Lost Galaxy om de Galaxy Power Rangers te helpen in hun gevecht met de Psycho Rangers. Dit gevecht kostte Cassie bijna haar leven toen de Roze Psycho Ranger een speciaal zwaard wist te bemachtigen en hiermee de energie uit Cassies morpher opzoog. Ze werd gered toen Kendrix Morgan, de Roze Galaxy Ranger, zich opofferde om het zwaard te vernietigen.

## Trivia
- Cassie is de eerste Aziatisch-Amerikaanse Roze Ranger.
- Volgens de aflevering Silence is Golden heeft Cassie een semafoon en lijdt ze aan allergieën.
- Oorspronkelijk zou Cassie Kendrix vervangen als Roze Ranger in Lost Galaxy, maar contractproblemen verhinderden dat.